# Humberto de Campos (kommun)
Humberto de Campos är en kommun i Brasilien.   Den ligger i delstaten Maranhão, i den nordöstra delen av landet, 1 500 km norr om huvudstaden Brasília. Antalet invånare är 26 197.
Följande samhällen finns i Humberto de Campos:
- Humberto de Campos

Omgivningarna runt Humberto de Campos är huvudsakligen savann. Runt Humberto de Campos är det glesbefolkat, med 10 invånare per kvadratkilometer.